# Ayasoluk
Ayasoluk, ou Ayasuluk, est le nom que prend progressivement la ville byzantine d'Éphèse après sa capture par les Turcs de l'émirat d'Aydın au début du XIVe siècle.

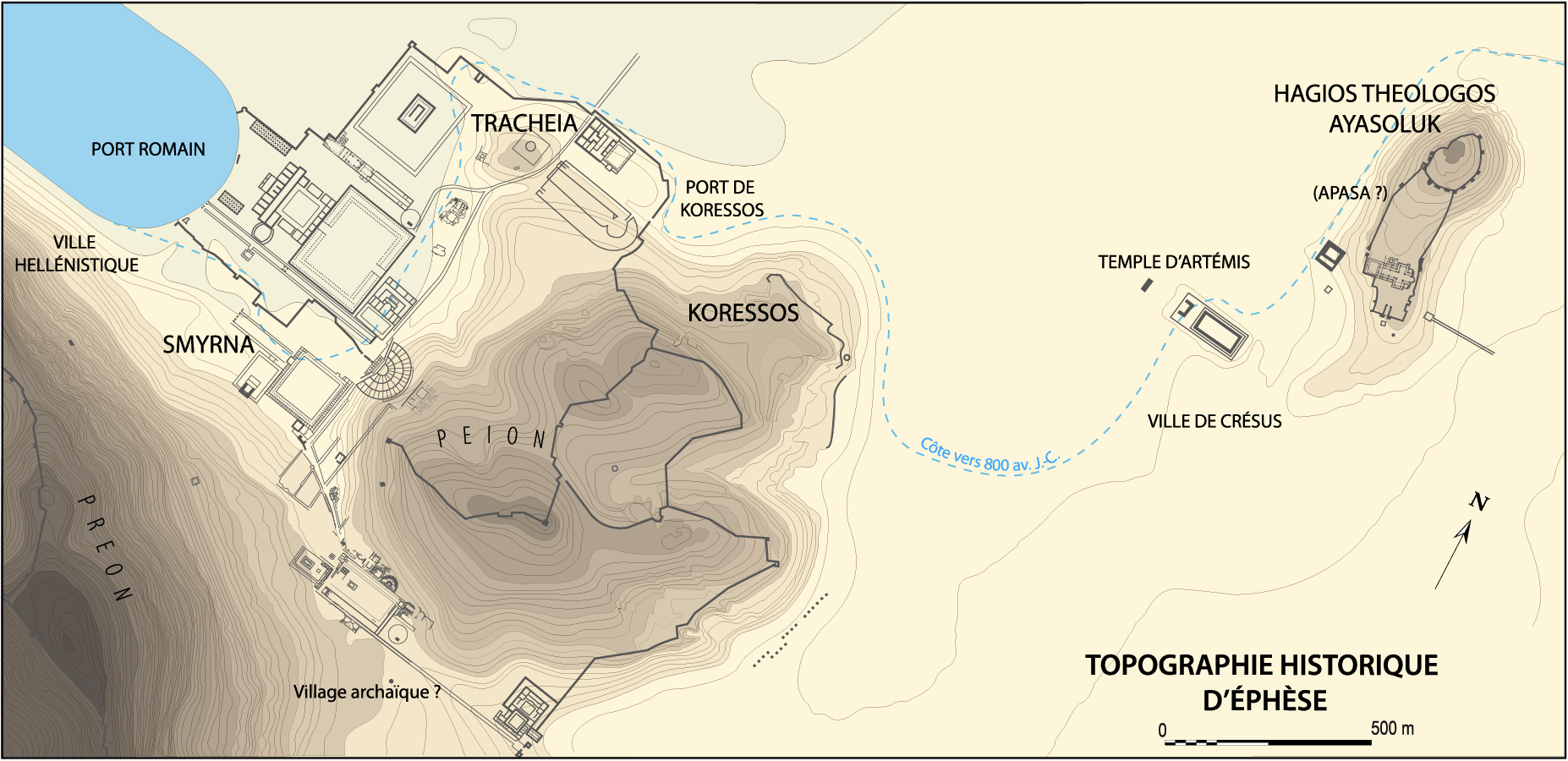
Localisation d'Ayasoluk (Hagios Theologos) la ville turque d'Éphèse.

## Histoire
Ayasoluk provient de la déformation en turc du nom Hagios Théologos, qui désignait à l'origine la colline périphérique d'Éphèse où se trouvait la tombe de l'évangéliste Jean dit le Théologien et où fut construite une grande église martyriale. Après les invasions arabes de 654-655 et la destruction d'une grande partie du centre urbain antique, la colline refortifiée devint le centre administratif et ecclésiastique de la ville, désignée sous le nom d'Hagios Théologos. Ce dernier supplanta progressivement dans les sources officielles et étrangères le nom d'Éphèse, qui ne fut plus employé que par affectation archaïsante.
Les Turcs Seldjoukides, lorsqu'ils arrivèrent dans la région au début des années 1080 prirent donc l'habitude d'appeler la ville Ayasuluk ou Ayasoluk d'après la simplification du nom grec. Les monnaies turques frappées au XIVe siècle avec une légende en caractères arabes gardent une trace intermédiaire de cette transformation, puisque le nom y apparaît sous la forme Ayathuluq, en préservant le thêta (Θ) initial de Theologos.
Les différents noms de la ville, (Ayasoluk, Hagios Theologos, Éphèse, Theologo, Altoluogo) coexistèrent pendant l'émirat d'Aydın selon l'usage dominant chez les différentes populations (Turcs, Grecs, Italiens, respectivement) fréquentant la région.